# کورک‌چای
کورک‌چای (به لاتین: Kürəkçay یا Kurəcay) یک منطقه مسکونی در جمهوری آذربایجان است که در شهرستان گران‌بوی واقع شده است. این روستا ۵۰۴ نفر جمعیت دارد.